# NN Group
NN Group — нидерландская страховая компания, специализируется на страховании жизни, пенсионном страховании и управлении активами. Главный офис компании находится в Гааге, основные рынки — Нидерланды, Япония и некоторые страны Европы. Число сотрудников по всему миру на конец 2020 года составило 15 тысячи человек, они обслуживали 18 млн клиентов.

## История
Группа Nationale-Nederlanden (Национальная Нидерландская) образовалась в 1963 году слиянием De Nederlanden и Nationale Levensverzekering-Bank.
De Nederlanden была основана в 1845 году и занималась страхованием от пожаров, с начала XX века начала предлагать другие виды страхования, после Второй мировой войны начала расширять деятельность в другие страны (Канада, Австралия, США). Компания по страхованию жизни Nationale Levensverzekering-Bank была основана в 1863 году в Роттердаме.
Соглашение о слиянии было достигнуто в октябре 1962 года и окончательно оформлено в апреле 1963 года; Nationale-Nederlanden стала крупнейшей страховой компанией страны. До 1970 года, когда был представлен новый логотип в виде оранжевой буквы «N», две компании продолжали работать под собственными брендами. В 1980-х годах группа создала значительное присутствие в США, купив там несколько страховых компаний: Peerless, First of Georgia, Excelsior и Wisconsin National Life; в сфере интересов группы были также Великобритания, Южная Африка и Австралия.
В 1991 году Nationale-Nederlanden объединилась с NMB Postbank Group, образовав ING Group, включавшую банк ING Bank и страховую группу ING Verzekeringen. С 1992 года группа стала официальным спонсором национальной сборной Нидерландов по футболу. Благодаря поглощениям как банков, так и страховых компаний, ING Group выросла в один из крупнейших финансовых конгломератов мира. Группа понесла большие убытки во время мирового финансового кризиса 2008 года, и одним из условий её рефинансирования правительством Нидерландов было разделение банковского и страхового подразделений. В 2011 году дочерние структуры группы в сферах страхование и управления активами были выделены в новую компанию NN Group. 2 июля 2014 года её акции были размещены на Амстердамской бирже системы Euronext.
В Бельгии группа присутствует с 1913 года, в Испании — с 1978 года. Деятельность в Греции была начата в 1982 году покупкой Proodos Hellenic Insurance and Reinsurance, в том же году группа начала осваивать рынок Японии, первоначально используя для продажи полисов сеть автозаправок Shell. Деятельность в Восточной Европе группа начала в 1991 году с Венгрии, в 1992 году была получена лицензия в Чехии, в 1994 году — в Польше, в 1996 году — в Словакии, в 1997 году — в Румынии, в 2001 году — в Болгарии. В 2009 году в Турции был куплен пятый крупнейший пенсионный фонд Oyak Emeklilik.

## Деятельность
Выручка группы за 2020 год составила 20 млрд евро, из них 13,8 млрд пришлось на страховые премии, инвестиционный доход составил 4,6 млрд евро. Активы под управлением составили 300 млрд евро.
Помимо Нидерландов работает в Бельгии, Болгарии, Венгрии, Греции, Испании, Польше, Румынии, Словакии, Турции, Чехии.
Основные подразделения:
- Страхование жизни в Нидерландах — основной формой является групповое пенсионное страхование; 49 % операционной прибыли.
- Другие виды страхования в Нидерландах — 10 % операционной прибыли.
- Страхование в Европе — 14 % операционной прибыли.
- Страхование жизни в Японии — 12 % операционной прибыли.
- Управление активами — 7 % операционной прибыли.
- Банкинг — пятый крупнейший банк Нидерландов; 8 % операционной прибыли.

|                     | 2009   | 2010   | 2011  | 2012  | 2013  | 2014  | 2015  | 2016  | 2017  | 2018  | 2019  | 2020  |
| ------------------- | ------ | ------ | ----- | ----- | ----- | ----- | ----- | ----- | ----- | ----- | ----- | ----- |
| Оборот              | 35,09  | 36,75  | 38,26 | 26,76 | 11,26 | 13,55 | 14,00 | 14,32 | 17,82 | 20,05 | 20,46 | 19,96 |
| Чистая прибыль      | -0,584 | -1,540 | 1,220 | 0,966 | 0,310 | 0,627 | 1,595 | 1,190 | 2,132 | 1,133 | 1,985 | 1,926 |
| Активы              |        | 325,7  | 335,4 | 339,9 | 145,3 | 165,5 | 162,2 | 168,5 | 227,1 | 224,2 | 248,6 | 263,7 |
| Собственный капитал |        | 20,27  | 23,54 | 27,52 | 14,13 | 21,42 | 21,46 | 23,70 | 24,80 | 24,85 | 32,79 | 38,77 |